# Джуніор Старз
Футбольний клуб «Джуніор Старз» (фр. Junior Stars Football Club) — сенмартенський футбольний клуб із селища Санді-Граунд. Клуб був заснований у 1965 році, та проводить домашні матчі на стадіоні «Стад Альберік Рішар» місткістю 2600 глядачів. Клуб грає у вищому дивізіоні чемпіонату Сен-Мартену, та є одним із найтитулованіших клубів французької частини острова, вигравши 17 чемпіонатів Сен-Мартену.

## Титули і досягнення
- Чемпіон Сен-Мартену (17): 1970—1971, 1971—1972, 1972—1973, 1979—1980, 1980—1981, 1985—1986, 1989—1990, 1990—1991, 1999—2000, 2002—2003, 2010—2011, 2013—2014, 2018—2019, 2020—2021, 2021—2022, 2022—2023, 2023—2024